# 徳島県道162号箸蔵停車場線
徳島県道162号箸蔵停車場線（とくしまけんどう162ごう はしくらていしゃじょうせん）は、徳島県三好市を通る一般県道である。

## 概要

### 路線データ
- 起点：徳島県三好市池田町州津宮ノ久保（JR四国土讃線 箸蔵駅）
- 終点：徳島県三好市池田町州津大深田（香川県道・徳島県道5号観音寺池田線交点）
- 距離：0.113 km[1]

## 歴史
- 1959年（昭和34年）1月31日 - 徳島県道39号箸蔵停車場線として認定。
- 1972年（昭和47年）3月10日 - 現在の徳島県道162号箸蔵停車場線として再認定。

## 地理

### 通過する自治体
- 徳島県
  - 三好市

### 交差する道路
| 交差する道路                      | 交差する場所     | 交差する場所 |
| --------------------------------- | ---------------- | ------------ |
| 香川県道・徳島県道5号観音寺池田線 | 池田町州津大深田 | 終点         |

### 沿線
- JR四国土讃線 箸蔵駅